# O Porriño
O Porriño és un municipi de la província de Pontevedra a Galícia. Pertany a la Comarca de Vigo. Limita al nord amb Mos, al nord-oest amb Vigo, a l'oest amb Gondomar, al sud amb Tui, al sud-est amb Salceda de Caselas i a l'est amb Ponteareas.

## Parròquies
- Atios (Santa Eulalia)
- Cans (Santo Estevo)
- Chenlo (San Xoán)
- Mosende (San Xurxo)
- Pontellas (Santiago)
- O Porriño (Santa María)
- San Salvador de Budiño (San Salvador)
- Torneiros (San Salvador).

## Transport
- Estació d'O Porriño